# Cereopsius strandi
Cereopsius strandi är en skalbaggsart som beskrevs av Stefan von Breuning 1942. Cereopsius strandi ingår i släktet Cereopsius och familjen långhorningar. Inga underarter finns listade i Catalogue of Life.